# Manitoba Census Division No. 3
Die Census Division No. 3 in der kanadischen Provinz Manitoba ist Teil des Pembina-Tals und gehört zur South Central Region. Sie hat eine Fläche von 5309,5 km² und 54.796 Einwohner (Stand: 2016). 2011 betrug die Einwohnerzahl 51.350.

## Census Subdivisions
Im Folgenden die "Census Subdivisions" („Zensus-Untergliederungen“) der Division No. 3 mit Stand vom Census 2016.
- Altona (Town)
- Carman (Town)
- Dufferin (Rural municipality)
- Montcalm (Rural municipality)
- Morden (City)
- Morris (Rural municipality)
- Morris (Town)
- Rhineland (Municipality)
- Roland (Rural municipality)
- Stanley (Rural municipality)
- Thompson (Rural municipality)
- Winkler (City)